# Der verlorene Bruder
Der verlorene Bruder ist eine Romanverfilmung von Der Verlorene unter der Regie von Matti Geschonneck aus dem Jahr 2015, die im Auftrag für Das Erste produziert wurde.

## Handlung
Familie Blaschke lebt Anfang der 1960er Jahre in Westfalen, wo sie sich eine neue Existenz aufbauen konnte, nachdem sie am Ende des Zweiten Weltkriegs aus den deutschen Ostgebieten vor den „Russen“ fliehen musste. Auf der Flucht verlor das Ehepaar Blaschke seinen ersten Sohn Arnold im Kleinkindalter, was Elisabeth Blaschke nie überwunden hatte, während ihr Ehemann sich voll und ganz seinem Lebensmittelgeschäft widmet, dabei aber seine Familie nicht ganz vergisst. Jeden Sonntag unternahm er mit Elisabeth und seinem zweiten Sohn Max einen Ausflug mit dem Auto.
Elisabeth Blaschke erfährt eines Tages von einem Findelkind, das an ihrem Fluchttag in einem Heim in Deutschland abgegeben wurde, und ist fest im Glauben, dass es sich nur um ihren Sohn handeln kann. Unter den fieberhaften Bemühungen, ihren verlorenen Sohn wiederzufinden, leidet Max, weil ihm kaum noch Beachtung geschenkt wird. Dieser malt sich in Gedanken aus, wie es sein würde, bald einen großen Bruder zu bekommen. Doch diese Vorstellung gefällt ihm ganz und gar nicht, womöglich würden ihn seine Eltern dann noch weniger anerkennen und er müsste gar sein Zimmer mit Arnold teilen. Zum Glück dauert es, bis die Behörden einem Besuch seiner Eltern in dem Waisenhaus zustimmen. Solange hat Max noch Spielraum, um endlich mehr Anerkennung seiner Eltern zu erhalten. Doch was er auch versucht, es fruchtet nicht. Sein Vater flüchtet sich mehr und mehr in sein Geschäft, das er inzwischen zu einem Lebensmittelgroßhandel ausgebaut hat, und auch die Freundschaft zu seiner Klassenkameradin Milli will nicht so recht voranschreiten. Mit ihr kann er aber zumindest über seine Sorgen sprechen. So wie seine Mutter ihre Sorgen dem Polizisten Frank Rudolf anvertraut, wenn ihr Mann wieder einmal zu beschäftigt ist.
Kurz nachdem Ludwig Blaschke seinen neuen Großhandel eingeweiht hat, für den er sogar einen Kredit aufgenommen hat, kauft er sich auch noch ein neues Auto. Damit will er mit seiner Familie bis nach Heidelberg fahren, um bei einem renommierten Professor ein Gutachten in Auftrag zu geben. Er hofft damit endlich die Genehmigung zu bekommen, das Findelkind zu besuchen. Max ist davon überhaupt nicht angetan, denn er hatte sich gerade dieses Wochenende mit Milli verabredet, was ihm „Arnold“ nun zerstört hat. Voller Ärger versucht Max, die Fahrt zu verhindern, und will die Benzinleitung des neuen Autos durchschneiden, damit sie gar nicht wegfahren können. Doch sein Plan geht nicht auf, das neue Auto fährt trotzdem. Erst in Heidelberg stellt er fest warum – er hatte aus Unwissenheit das Seil für die Handbremse zerschnitten. Nachdem sein Vater den Defekt bemerkt, bedeutet dies, dass sie noch einen Tag länger in Heidelberg bleiben müssen, bis der Wagen repariert ist. Das regt seinen Vater ziemlich auf, auch dass bei der Untersuchung nicht das erhoffte Ergebnis herausgekommen war. Wieder zu Hause, erwartet Ludwig eine noch unangenehmere Überraschung. In seiner Abwesenheit wurde in der Kühlkammer eingebrochen und danach die Tür offen gelassen. Alle seine Fleischwaren sind damit verdorben und er erleidet einen Kreislaufzusammenbruch. Kurz nachdem er ins Krankenhaus gebracht wird, erliegt Ludwig Blaschke einem Herzinfarkt.
Fortan kümmert sich Frank Rudolf noch mehr um Max und seine Mutter. Elisabeth Blaschke flüchtet sich dagegen sehr intensiv in die Hoffnung, ihren Arnold zu finden. Weil Rudolf das nicht länger mit ansehen kann, verhilft er ihr indirekt dazu, den Jungen heimlich zu kontaktieren. Als Beamter hat er Zugriff auf die Adresse der Adoptiveltern, bei denen sich das Findelkind aufhält. Er begleitet Elisabeth und Max zu der so lange gesuchten Adresse. Arnold arbeitet in dem kleinen Ort Rehberg in einem Fleischereifachgeschäft, was die Kontaktaufnahme an sich unproblematisch macht, aber Elisabeth traut sich am Ende nicht, auf ihren Arnold zuzugehen, und schickt Max vor. Dieser spürt schon beim ersten Anblick, dass der junge Mann sein Bruder ist, sagt ihm dies aber nicht. Wie ein normaler Kunde kauft er für eine Mark Wurst und verlässt den Laden. Zurück im Auto berichtet er seiner Mutter nur kurz: Er ist da. Damit scheint Elisabeth Blaschke zufrieden zu sein, und so fahren die drei wieder zurück nach Hause. Nun weiß sie endlich, wo ihr verlorener Sohn ist und dass es ihm gut geht. Markanterweise arbeitet er sogar – wie sein Vater, den er nie kennengelernt hat – in einer Fleischerei.

## Hintergrund
Der verlorene Bruder wurde unter dem Arbeitstitel Der Verlorene vom 5. August 2014 bis zum 16. September 2014 an Schauplätzen in Bergheim, Elsdorf, Kerpen, Bedburg, Windeck, Wuppertal und Viersen gedreht. Für den Film zeichnete die Claussen+Putz Filmproduktion GmbH verantwortlich.

## Rezeption

### Einschaltquoten
Die Erstausstrahlung des Films wurde am 9. Dezember 2015 zur Hauptsendezeit um 20.15 Uhr von 5,77 Millionen Zuschauern gesehen und erreichte einen Marktanteil von 18,7 Prozent für Das Erste.

### Kritik
Rainer Tittelbach von Tittelbach.tv urteilte über den Film: „Man merkt als Zuschauer, dass dem Film ‚Der verlorene Bruder‘ eine literarische Erzählung zugrunde liegt – und es ist in Zeiten krimifixierter Geradlinigkeit oder hyperkomplexen Genre-Erzählens geradezu eine Wohltat, sich in diesen narrativen Mikrokosmos zu begeben.“ Weiterhin meint er: „Was die Geschichte angeht, so ist es die Beiläufigkeit, mit der die Zeitgeistphänomene, der Einzug der Medien, das Man-ist-wieder-wer oder dieses Man-muss-mit-der-Zeit-gehen (vom Tante-Emma-Ladenbesitzer zum Großhändler) sinnvoll in die Handlung integriert wurden, und es sind – wie so oft bei Literaturverfilmungen – der Hang zum Episodischen und die liebevollen Details, die diesen Film zu etwas Besonderem machen.“ 
Der Film ist „Als Familiengeschichte und Sittengemälde gleichermaßen überzeugend – episodisch, beiläufig & liebevoll erzählt, großartig besetzt.“
Für die FAZ urteilte Matthias Hannemann: „Die Stärke des Films besteht darin, dass er die psychischen Folgen der Nachricht, [der verlorene Bruder könnte gefunden worden sein], für den Jungen ernst nimmt, ohne darüber die Psyche der Eltern zu vernachlässigen. Sogar an die Mentalität der frühen Bundesrepublik pirscht er sich heran – wenn auch über Klischees.“
Für die Kritiker der Fernsehzeitschrift TV Spielfilm zeige Der verlorene Bruder „Skizzen aus dem Wirtschaftswunderland“. Sie gaben dem Film die bestmögliche Wertung, indem sie mit dem Daumen nach oben zeigten.